# Portada/article març 17

## Hospital de la Santa Creu i Sant Pau
L'Hospital de la Santa Creu i Sant Pau és un conjunt modernista situat a Barcelona que fou projectat per l'arquitecte Lluís Domènech i Montaner. Va ser construït entre 1902 i 1930 en dues fases: la primera, duta a terme per ell mateix entre 1902 i 1913, consta de tretze edificis modernistes; la segona, realitzada pel seu fill Pere Domènech i Roura a partir de 1920, consta d'uns altres sis edificis d'un modernisme moderat, així com d'altres construccions posteriors. Va ser declarat Patrimoni de la Humanitat per la UNESCO l'any 1997.
Per la gran quantitat d'edificis, la seva riquesa ornamental i el seu nivell de conservació, l'Hospital de Sant Pau és el conjunt més gran de l'arquitectura modernista catalana.